# Kim Trướng hãn quốc (phim năm 2018)
Kim Trướng hãn quốc (tiếng Nga: Золотая Орда) là một phim lịch sử của đạo diễn Timur Alpatov, xuất bản năm 2018.

## Nội dung
Cuối thế kỷ XIII, xứ Rus' Kiev chịu ách đô hộ của người Tatar. Đại vương công Yaroslav muốn liên kết các công quốc Nga rải rác để tạo ra sức quật khởi đuổi kẻ thù chung. Nhưng trên bước đường vươn tới quyền lực, Yaroslav gặp phải kẻ thù còn lớn hơn, chính là người anh bị thất sủng của mình - Boris, và con cả Vladimir.

## Sản xuất

### Kỹ thuật
- Điều hành: Morad Abdel-Fattah

### Diễn xuất
- Aleksandr Ustyugov... Yaroslav
- Svetlana Kolpakova... Công chúa Radmila
- Yulia Peresild... Ustinya (phối ngẫu của Boris)
- Sergey Puskepalis... Thủ lĩnh Yeremey
- Vladimir Verevochkin... Vladimir (trai trưởng của Yaroslav)
- Artur Ivanov... Boris (anh của Yaroslav)
- Sergey Sotserdotsky... Nikolka
- Yury Tarasov
- Aruzhan Jazilbekova... Nargiz
- Dina Tasbulatova... Aizhan
- Sabina Akhmedova
- Sanjar Madi